# حاجی عیسی اوبا
حاجی عیسی اوبا (به ترکی آذربایجانی: Hacıisaoba) یک منطقه مسکونی در جمهوری آذربایجان است که در شهرستان خاچماز و در دهیاری قاداش اوبا واقع شده است.